# الحزب الصهيوني الديني
الحزب الصهيوني الديني (بالعبرية: הציונות הדתית‏) (هاتسيونيت هاداتيت) المعروف باسم تكوما (بالعبرية: תקומה‏)  حتى عام 2021 ثم رسميًا باسم الاتحاد الوطني – تكوما ( (بالعبرية: האיחוד הלאומי-תקומה‏)  كان حزبا سياسيا يمينيًا وقومياً متطرفًا وعنصريًا يهوديًا وصهيونيًا دينيًا في إسرائيل.
انضم إلى الأحزاب الأخرى ضمن قائمة موحدة في جميع الانتخابات التي جرت منذ تأسيسه عام 1998. وفي عام 2023 اتفق الحزب الديني الصهيوني والبيت اليهودي على الاندماج ليصبحا الحزب الديني القومي – الصهيونية الدينية.

## تاريخ
تأسس حزب تكوما على يد حنان بورات وتسفي هيندل في عام 1998، اللذان كانا قد تركا الحزب الديني الوطني كرد فعل على اتفاقية واي ريفر. وبعد إنشائه بفترة قصيرة انضم إلى حزبي موليديت وحيروت – الحركة الوطنية، لتشكيل التحالف الوطني، وهو ائتلاف يميني فاز بأربعة مقاعد في انتخابات عام 1999، مع ذهاب مقعد واحد فقط إلى تكوما. وكانت هذه الانتخابات فاشلة لكتلة اليمين، وفاز فيها إيهود باراك، تاركاً الاتحاد الوطني وتكوما في المعارضة.
وفي فبراير 2000، انضم حزب إسرائيل بيتنا إلى الاتحاد الوطني إلى جانب تكوما، وانضم الحزبان إلى حكومة أرييل شارون الأولى في عام 2001. وبعد عام واحد، ترك تكوما وبقية أعضاء الاتحاد الوطني حكومة شارون بسبب خلافات حول طريقة التعامل مع الانتفاضة الثانية.
بالنسبة لانتخابات عام 2003، حافظ الاتحاد الوطني على تحالفه مع حزب إسرائيل بيتنا، حيث ساعد دعمه المتزايد على الفوز بسبعة مقاعد للقائمة بأكملها، ومقعدين لتكوما. وقد انضم الحزب إلى ائتلاف أريئيل شارون، إلى جانب الليكود، وشينوي، والحزب الوطني الديني، وإسرائيل بعالياه.
بسبب التوترات بشأن الانسحاب من قطاع غزة (كان تكوما معارضًا أيديولوجيًا، وكان هيندل يعيش في مستوطنة غناي تل في غزة)، أُقيل وزيرا الاتحاد الوطني بنيامين إيلون وأفيغدور ليبرمان، وانسحب الحزب من الائتلاف. ومع ذلك، تم تعزيز الاتحاد الوطني بإضافة حزب أخاي، الذي انشق عن الحزب الوطني الديني عندما قرر البقاء في الائتلاف.
قبل انتخابات 2006، تم حل التحالف بين الاتحاد الوطني وإسرائيل بيتنا، وتم تشكيل تحالف جديد بين الاتحاد الوطني والحزب القومي الديني، الذي فاز بتسعة مقاعد، اثنان منها خصص لتكوما وشغلها هيندل وأوري أرييل.
في 3 نوفمبر 2008، قبل انتخابات 2009، واجه تكوما أزمة. وأعلن الحزب نفسه أنه سيتحد مع كل من: أخاي، الحزب الديني القومي، وموليدت، لتشكيل حزب يميني جديد،  والذي سمي فيما بعد بالبيت اليهودي. ومع ذلك، فقد ترك حوالي نصف أعضاء تكوما السابقين الحزب الجديد في وقت لاحق لإعادة تأسيس تكوما والانضمام مرة أخرى إلى الاتحاد الوطني إلى جانب موليديت، وهاتيكفا، وحزب أرض إسرائيل ملكنا. وفي الانتخابات نفسها، حصل الاتحاد الوطني على أربعة مقاعد، وحصل تكوما على مقعدين.

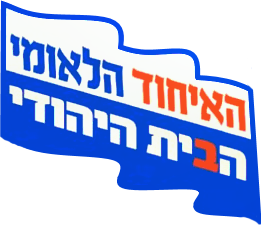
الشعار الأولي للقائمة الموحدة للبيت اليهودي والاتحاد الوطني

قبل انتخابات 2013، انقسم الاتحاد الوطني، مع انقسام جميع الأحزاب الأعضاء باستثناء تكوما ليشكل حزب القوة اليهودية، وكان تكوما هو الحزب الوحيد المتبقي في الاتحاد الوطني. شرعت تكوما في تغيير اسمها إلى "الاتحاد الوطني - تكوما"، وتخصيص اسم الاتحاد الوطني.
اختار الحزب الترشح كجزء من قائمة البيت اليهودي لانتخابات عام 2013. فاز حزب البيت اليهودي بـ 12 مقعدًا، أربعة منهم ( أرييل، بن دهان، كالفا، وستروك) كانوا أعضاء في تكوما. قرر الحزب مواصلة تحالفه مع حزب البيت اليهودي في انتخابات الكنيست عام 2015،  حيث احتل المراكز الثاني والثامن والثالث عشر والثالث عشر والسابع عشر في القائمة المشتركة. وانخفض عدد مقاعد البيت اليهودي إلى ثمانية مقاعد في تلك الانتخابات.
في عام 2019، تولى بتسلئيل سموتريش قيادة الحزب، وفاز في انتخابات الحزب بأغلبية ساحقة ضد آرييل. قبيل انتخابات أبريل 2019، انضم الحزب إلى حزبي البيت اليهودي والقوة اليهودية لتشكيل اتحاد أحزاب اليمين، الذي فاز بخمسة مقاعد في الانتخابات،  ذهب اثنان منها إلى الاتحاد الوطني – تكوما
قبل انتخابات سبتمبر 2019، اتفق تكوما والبيت اليهودي على تشكيل تحالف مع اليمين الجديد، يسمى يمينا،  مع حصول زعيم تكوما سموتريش على المركز الثالث في القائمة المشتركة.
انقسم حزب يمينا رسميًا في 10 أكتوبر 2019 إلى فصيلين في الكنيست – اليمين الجديد، والبيت اليهودي – الاتحاد الوطني. بالنسبة لانتخابات 2020، اتفق حزبا القوة اليهودية والبيت اليهودي في 20 ديسمبر على خوض الانتخابات معًا،  في تحالف سمي فيما بعد بالبيت اليهودي الموحد. وانتقد سموتريش هذه الخطوة، مشيرًا إلى أنه من غير المرجح أن يتجاوز التحالف العتبة الانتخابية.
قام تكوما والبيت اليهودي واليمين الجديد بإصلاح حزب يمينا في 15 يناير 2020. في 22 أبريل 2020، أفيد أن زعيم يمينا نفتالي بينيت كان الآن "يدرس جميع الخيارات" لمستقبل يمينا السياسي، بما في ذلك الخروج من حكومة نتنياهو، التي وافقت للتو على تشكيل حكومة ائتلافية مع زعيم تحالف أزرق أبيض المعارض بيني غانتس، والانضمام إلى المعارضة. وقيل إن بينيت غير راضٍ عن قرار الحكومة الائتلافية الجديدة بالتراجع عن قضية الإصلاح القضائي.
في 14 مايو 2020، أنهى عضو الكنيست الوحيد في البيت اليهودي رافي بيرتس، وضعه كعضو في حزب يمينا، ووافق على الانضمام إلى حكومة نتنياهو الجديدة أيضًا.
في 15 مايو، انشق تكوما، إلى جانب حزب اليمين الجديد، عن نتنياهو وجعل تحالف يمينا عضوًا في المعارضة. في 17 مايو 2020، التقى بينيت بغانتس، الذي خلفه أيضًا في منصب وزير الدفاع، وأعلن أن حزب يمينا سيكون عضوًا في المعارضة "رافعا رأسه عاليًا". تمت إعادة تسمية تكوما في 7 يناير،  بينما أنهت عضويتها في يمينا في 20 يناير 2021.
وفي فبراير 2021، وافق الحزب على إدارة قائمة مشتركة لانتخابات الكنيست 2021 مع نعوم والقوة اليهودية. خاضت القائمة الانتخابات تحت اسم الحزب الصهيوني الديني وفازت بستة مقاعد،  أربعة منها شغلها أعضاء الحزب الصهيوني الديني. 
في 14 يونيو، بعد أداء اليمين الدستورية للحكومة السادسة والثلاثين، انشق عضو الكنيست أوفير صوفير عن حزب الليكود وانضم للحزب الصهيوني الديني، مما زاد عدد المقاعد التي يشغلها الحزب إلى سبعة. وكان قد ترشح خلال الانتخابات كجزء من قائمة الليكود، كعضو في حزب عتيد أحد، واستخدمه كحزب على الرف (حزب خامل، لكنه لا يزال مسجلاً، أعيد استخدامه).
شكل كل من الحزب الصهيوني الديني ونعوم والقوة اليهودية، قائمة واحدة في 14 سبتمبر 2022 قبل الانتخابات التشريعية الإسرائيلية 2022. وانقسمت الأحزاب إلى ثلاثة أحزاب في الكنيست في 20 تشرين الثاني/نوفمبر 2022.

## الأيديولوجيا
يعارض الحزب الصهيوني الديني أي تنازلات إقليمية للمطالبات الفلسطينية أو السورية بالأرض. ويؤيد بعض الأعضاء ضم الضفة الغربية بأكملها، على الرغم من أن السياسة الرسمية للكتلة البرلمانية لحزب البيت اليهودي، الذي انضم الحزب إليه بين عامي 2013 و2019، تدعم فقط ضم المنطقة ج من الضفة الغربية، والتي تشكل 63% من الأراضي في الضفة الغربية المخصصة لإسرائيل في اتفاقيات أوسلو.
ويعارض الحزب الاعتراف بزواج المثليين على أساس ديني. ويدعو الحزب إلى زيادة التمويل لدراسة التوراة والتعليم الديني.
وصرح الكاتب الصحفي اليهودي الأمريكي ديفيد روزنبرغ أن "برنامج الحزب الصهيوني الديني يتضمن أشياء مثل ضم مستوطنات الضفة الغربية، وطرد طالبي اللجوء، والسيطرة السياسية على النظام القضائي". كما وصف الحزب الديني الصهيوني بأنه حزب سياسي "مدفوع بالتفوق اليهودي والعنصرية المعادية للعرب". وقالت عنه ذا ميدل إيست جورنال على أنه "مناهض للعرب بشكل عسكري" ويميني متطرف.

## القادة
| قائد | قائد | قائد            | تولى منصبه | ترك المكتب |
| ---- | ---- | --------------- | ---------- | ---------- |
| 1    |      | حنان بورات      | 1998       | 1999       |
| 2    |      | تسفي هيندل      | 1999       | 2009       |
| 3    |      | يعقوب كاتس      | 2009       | 2012       |
| 4    |      | أوري أرييل      | 2012       | 2019       |
| 5    |      | بتسلئيل سموتريش | 2019       | 2023       |

## قائمة أعضاء الكنيست
| فترة الكنيست | مقاعد | أعضاء |
| ------------ | ----- | --- |
| 2015-2019    | 2     | أوري أريئيل، بتسلئيل سموتريتش |
| 2019         | 2     | بتسلئيل سموتريش، أوفير سوفير |
| 2019-2020    | 2     | بتسلئيل سموتريش، أوفير سوفير |
| 2020-2021    | 2     | بتسلئيل سموتريش، أوفير سوفير |
| 2021-2022    | 5     | بتسلئيل سموتريش، ميخال فالديجر، سيمحا روثمان، أوريت ستروك، أوفير سوفير                                                                           |
| 2022-2023    | 7     | بتسلئيل سموتريتش، أوفير سوفير، أوريت ستروك، سيمحا روثمان، ميخال فالديجر، أوهاد تال، موشيه سولومون، تسفي سوكوت (حل محل سموتريتش في 5 فبراير 2023) |